# 戦時郵便貯金切手

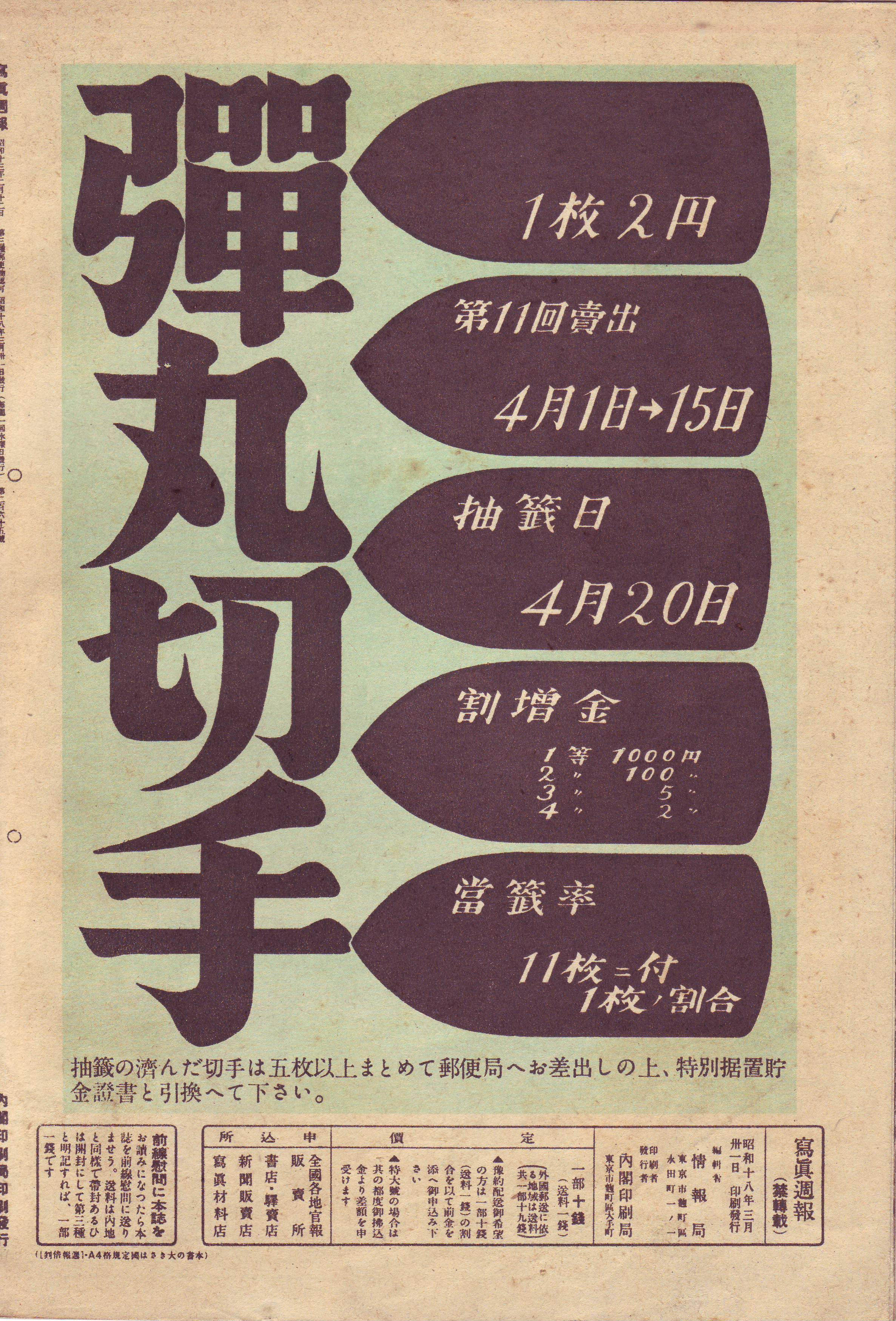
写真週報第265号裏表紙の弾丸切手の広告

戦時郵便貯金切手（せんじゆうびんちょきんきって）は、太平洋戦争（大東亜戦争）中の日本で発行されていた、割増金付き郵便貯金の債券（「切手」とはいうものの郵便切手とは異なる）。「弾丸切手」（だんがんきって）の愛称で知られている。

## 概要
戦時下の国家では軍事費を賄う為、国民に対し貯金の奨励を行なうことが多く太平洋戦争下の日本も例外ではなかった。太平洋戦争開戦直後の1941年（昭和16年）12月22日に閣議決定された「逓信緊急政策要綱」では「割増金付き郵便貯金切手制度の実施」を盛り込んでいる。
翌1942年（昭和17年）、当時の大蔵省は「貯蓄総額230億円（この額は当時の国家予算=約110億円の倍以上）」という目標を立て貯蓄キャンペーンを行なっていたが、この一環として前年の閣議決定に基づき、逓信省が同年6月8日から「戦時郵便貯金切手」を全国の郵便局で発売した。わかりやすく言えば「賞金くじ付の貯金切手」というべきもので、1枚あたり額面2円で発行し（ただし最低5枚集めないと貯金できない仕組み）、割増金（懸賞金）は1等1000円、2等100円、3等5円、4等2円の4種類で当選確率は11枚につき1枚（後に8枚につき1枚に変更となる）とされた。「よく当たる」「買った貯金が（武器としての）弾丸の資金になる」ということで「弾丸切手」の愛称が付けられた。売り出し期間は原則として毎月1日から15日まで、抽選日は20日でその11日後から割増金の払い戻しを行なった。なお元金は無利息で、5年間は引き出しできない条件とされていた。切手の売り上げ金は大蔵省預金部に預け入れられ、主に国債の消化資金に充てられている。
なお郵便局での販売以外にも、隣組を通じても半強制的に売られた。
販売された切手は、太平洋戦争終結後の大幅なインフレーションにより（日本のインフレーション#敗戦直後のインフレーションを参照）、価値が著しく低下し紙屑同然となった。

## 郵便貯金切手との違い
名称が似ている郵便貯金切手とは性格・内容が大きく異なり、債券であるため郵便切手としての使用はできなかった。

## 関連作品
キングレコードから、「弾丸切手命中」（歌：林伊佐緒、松島詩子）という歌謡曲が発売された。